# Jan Verschuren
Jan Verschuren  (Asten, 30 juni 1962) is een Nederlandse organist.
Jan Verschuren studeerde orgel bij Hub. Houët in Eindhoven en vervolgens bij Reitze Smits aan het Lemmensinstituut in Leuven, België en voltooide deze met een eerste prijs. Aan het Utrechts Conservatorium studeerde hij – eveneens bij Reitze Smits – verder voor de graad uitvoerend musicus.
Hij werd achtereenvolgens benoemd tot organist in Mill en Boxmeer.
In 1998 werd Verschuren aangesteld als universiteitsorganist van de Universiteit Leiden en  hij is sinds 2001 organisttitularis van de Hartebrugkerk in Leiden.
In 2006 werd hij tevens benoemd tot universiteitsorganist van de Technische Universiteit Eindhoven.
Als concertorganist treedt Jan Verschuren vaak op in Nederland, België, Duitsland, Frankrijk, Hongarije, Italië, Oostenrijk, Polen en Tsjechië. 
In april 2002 is Jan Verschuren onderscheiden met de zilveren medaille van de Société Académique Arts-Sciences-Lettres de Paris, Parijs als waardering voor het uitdragen van de Franse orgelmuziek.